# Partido Liberal (Luxemburgo)
El Partido Liberal fue un partido político en Luxemburgo que fue fundado por primera vez en la década de 1930 y posteriormente refundado en las décadas de 1940 y 1970.

## Historia
El primer partido fue fundado por liberales en el norte de Luxemburgo y estaba vinculado al Partido Liberal Radical. Fue dirigido por Nicholas Mathieu que fue miembro del Partido Nacional Independiente y era diputado del Partido Democrático Progresista del Norte.
En las elecciones de 1937 obtuvo el 3,6% de los votos, ganando un solo escaño. No se presentó a más elecciones.
En los siguientes años se establecieron dos partidos liberales más; el primero después de la Segunda Guerra Mundial que no logró obtener ningún escaño en las elecciones de 1945 y la mayoría de sus miembros se unieron al Grupo Patriótico y Democrático a mediados de la década de 1950.
El segundo fue fundado en 1974 como una escisión del Partido Demócrata. Disputó en las elecciones de 1974 y 1979, pero no consiguió obtener ningún escaño y se disolvió.

## Resultados electorales

### Elecciones generales
| Año  | Votos  | %         | Escaños | Nº partido  |
| ---- | ------ | --------- | ------- | ----------- |
| 1937 | 27,621 | 2,98 (#6) | 1/55    | 1er partido |
| 1945 | 36,321 | 1,66 (#5) | 0/51    | 2do partido |
| 1974 | 18,502 | 0,62 (#6) | 0/59    | 3er partido |
| 1979 | 6,133  | 0,20 (#9) | 0/59    | 3er partido |

### Elecciones al parlamento europeo
| Año  | Votos | %         | Escaños |
| ---- | ----- | --------- | ------- |
| 1979 | 5,610 | 0,58 (#7) | 0/6     |